# Appias melania
Appias melania é uma borboleta da família Pieridae. É oriunda do norte de Queensland, na Austrália.
A envergadura desta borboleta é de cerca de 50 mm.
As larvas alimentam-se de espécies Drypetes.